# حلمي عنقاوي
حلمي إبراهيم محمد عنقاوي (10 فبراير 1956-) هو كاتب فلسطيني، ولد في قرية سيرا، حصل على الثانوية من مدرسة اتحاد صفا عام 1974، وفي عام 1975 التحق بجامعة بيروت العربية. تعرض عنقاوي للاعتقال عدة مرات من قبل الإحتلال الإسرائيلي خلال دراسته الجامعية وفي عام 1996 أكمل دراسته ونال شهادة الماجستير من جامعة القدس من قسم الدراسات الإسرائيلية عام 1997، والدكتوراة في العلاقات الدولية من جامعة القاهرة عام 2005. ويعمل حالياً مدرس في جامعة القدس المفتوحة منذ عام 2003.

## أعماله
للكاتب العديد من الأعمال كتبها خلال فترة وجوده في السجن وحتى عام 2006 ومنها:
- «المراحل الأولى للمسيرة خلف القضبان» (1995).
- «مرحلة الصمود والثبات للحركة الأسيرة»، ولكنه لم يتمكن من إخراجه من السجن.
- «اليهودية والصهيونية: جذور الديانة اليهودية» (1997).
- «الحركة الصهيونية/الحياة في ظلال التلمود»، ولكنه فقد بعد أن سُلم لأحد العاملين في مجال الطباعة.
- «إسرائيل واحدة: النشوء والغياب عن الساحة السياسية» (2001)